# Tor (acidente geográfico)

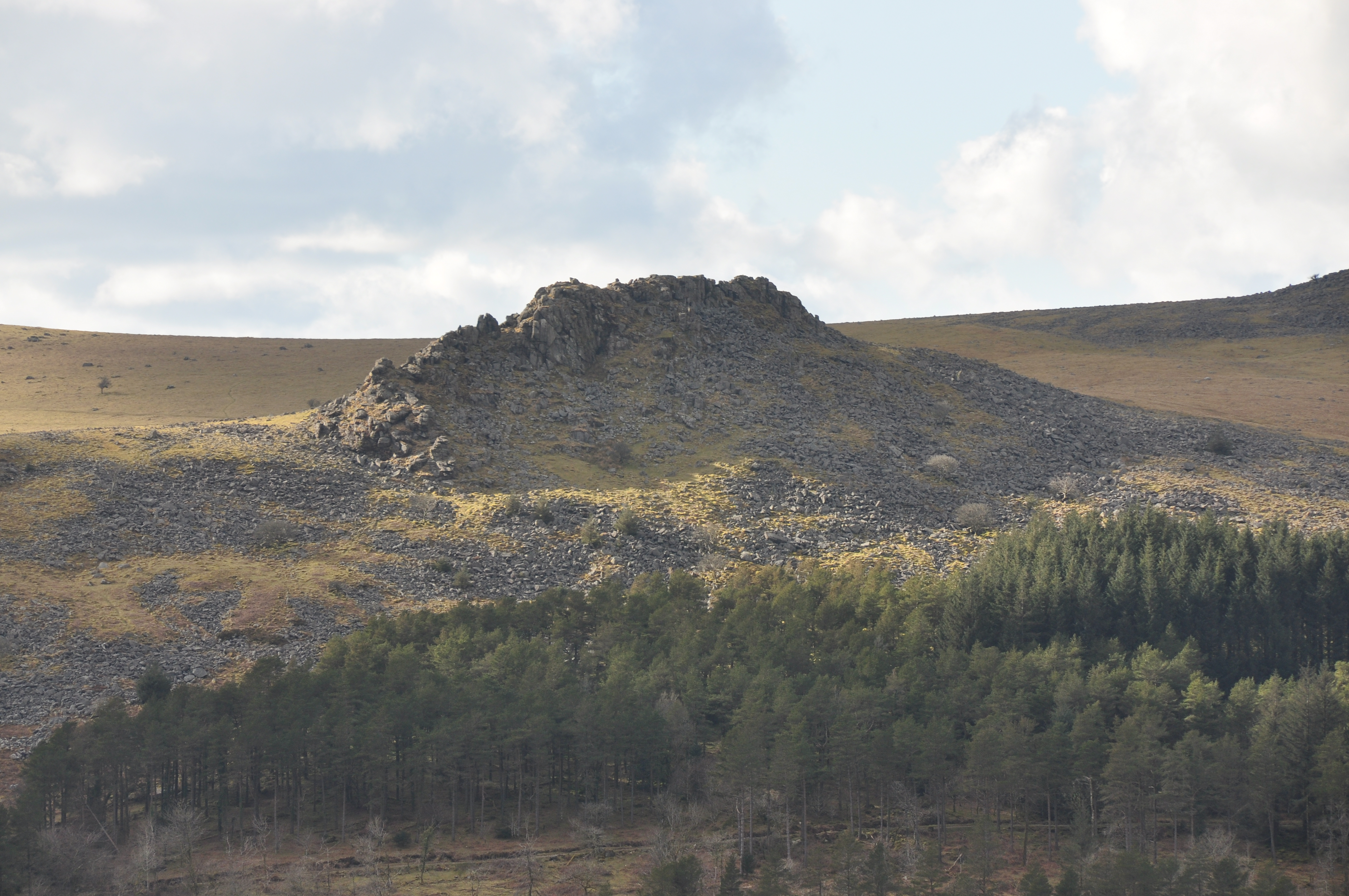
O Leather Tor, visto de cima do Down Tor, em Dartmoor.

Um Tor, também conhecido na geomorfologia como um kopje, é um grande afloramento rochoso que se ergue abruptamente das encostas suaves do cume de uma colina arredondada, ou da crista de uma serra ou tergo. No Sudoeste da Inglaterra, o termo é comumente usado para definir tanto o afloramento rochoso como as colinas em que ele se localiza - particularmente nos pontos altos de Dartmoor, em Devon, e Bodmin Moor, na Cornualha.

## Etimologia
A palavra tor (em córnico:  tor, em Galês antigo: twrr, em galês:  twr, em gaélico escocês:  tòrr), significando colina, é notável por ser uma das raras palavras Celtas que foram incorporadas no inglês vernacular antes da era moderna. Tais palavras são normalmente usadas na definição de acidentes geográficos, como crag, do galês craig, significando "rocha".

## Formação
Esse tipo de acidente geográfico é formado pela erosão eólica de rochas, mais comumente em solos graníticos, mas também ocorrendo com xistos, dacitos, doleritos, arenitos ásperos e outros.
Datações de 28 tors em Dartmoor mostram que a maioria deles são geologicamente muito jovens, com menos de 100 000 anos, e nenhum tor analisado tinha mais do que 200 000 anos de idade. Isso torna provável a hipótese de que esses afloramentos rochosos tenham sido formados durante o período Devensiano.